# Province de Muchinga
La province de Muchinga est une province du nord de la Zambie avec comme capitale Chinsali. Elle regroupe sept districts.
Cette province est née en 2010 à partir du District de Chama issu de la Province orientale et quatre autres issu de la province Septentrionale : Chinsali, Isoka, Mpika, Nakonde. Plus tard, le district de Mafinga fut créé à partir d'Isoka et le district de Shiwang'andu à partir de Chinsali.